# Catherine Wheel
Catherine Wheel est un groupe britannique de rock alternatif, originaire de Great Yarmouth, en Angleterre, actif entre 1990 et 2000.

## Histoire
Catherine Wheel se forme en 1990, comprenant le chanteur-guitariste Rob Dickinson (cousin de Bruce Dickinson d'Iron Maiden), le guitariste Brian Futter, le bassiste Dave Hawes et le batteur Neil Sims. Le groupe est parfois intégré à la scène shoegazing, caractérisée par des groupes faisant un usage intensif du feedback des guitares et des lames de bruit bourdonnantes, ainsi que par leur interaction continue avec un grand nombre de pédales d'effets sur le sol de la scène.
Le groupe participe à une Peel Session au début de l'année 1991 alors qu'il n'est pas encore signé ; deux EP en vinyle de 12 pouces sont publiés sur le label Wilde Club Records basé à Norwich, nommé d'après les concerts hebdomadaires réguliers du Wilde Club dirigés par Barry Newman au Norwich Arts Centre. Ils signent sur la major Fontana Records après avoir été courtisés par Creation Records et Opal Records, le label géré par Brian Eno. Le premier album du groupe, Ferment (1991-1992), fait une impression immédiate sur la presse musicale et introduit le deuxième plus grand succès américain de Catherine Wheel, Black Metallic, ainsi que le succès modéré I Want to Touch You. L'album contient des versions réenregistrées de certains des EP publiés par le Wilde Club. La chanson Black Metallic est reprise plus tard dans le film S. Darko.
L'album plus agressif Chrome suit en 1993, produit par Gil Norton. Avec cet album, le groupe commence à se débarrasser de son étiquette shoegazing, tout en continuant à faire un usage habile des atmosphères, comme sur la chanson Fripp. Dans une interview en 2007, Rob Dickinson déclare que les membres de Death Cab for Cutie et d'Interpol lui avaient dit que sans cet album, leurs groupes « n'existeraient pas ».
Happy Days, sorti en 1995, voit le groupe s'enfoncer davantage dans le hard rock axé metal, ce qui surprend une partie de leur fanbase, même si cela augmente leur exposition aux États-Unis pendant l'ère post-grunge,. Le single Waydown, et en particulier son clip sur le thème du crash d'avion, sont très joués aux États-Unis. Un style de rock plus calme, connu sous le nom de Britpop, s'impose au Royaume-Uni, ce qui fait que Catherine Wheel continue d'avoir plus de succès à l'étranger que dans son pays. 

## Discographie partielle

### Albums studio
- 1992 : Ferment
- 1993 : Chrome
- 1995 : Happy Days
- 1997 : Adam and Eve
- 2000 : Wishville[7]

### EP
- 1991 : She's My Friend
- 1991 : Painful Thing
- 2023 : The Norfolk Remasters - She's My Friend